# Marianne Høst
Marianne Mathea Høst (* 3. Juni 1865 in Thisted, Dänemark; † 14. November 1943 in Saunte, Dänemark) war eine dänische Künstlerin, Porzellanmalerin und Keramikerin.

## Leben und Wirken
Marianne Mathea Høst kam als Tochter des Buchbinders Rudolph Høst und seiner Partnerin, Ann Sophie Schou, zur Welt.
Da die Königliche Dänische Kunstakademie erst ab 1888 für Frauen zugänglich war, besuchte Marianne Høst nach ihrer allgemeinen Schulbildung ab 1883 die zunächst privat geleitete Zeichen- und Kunstgewerbeschule für Frauen (Tegne- og Kunstindustriskolen for Kvinder) in Kopenhagen.

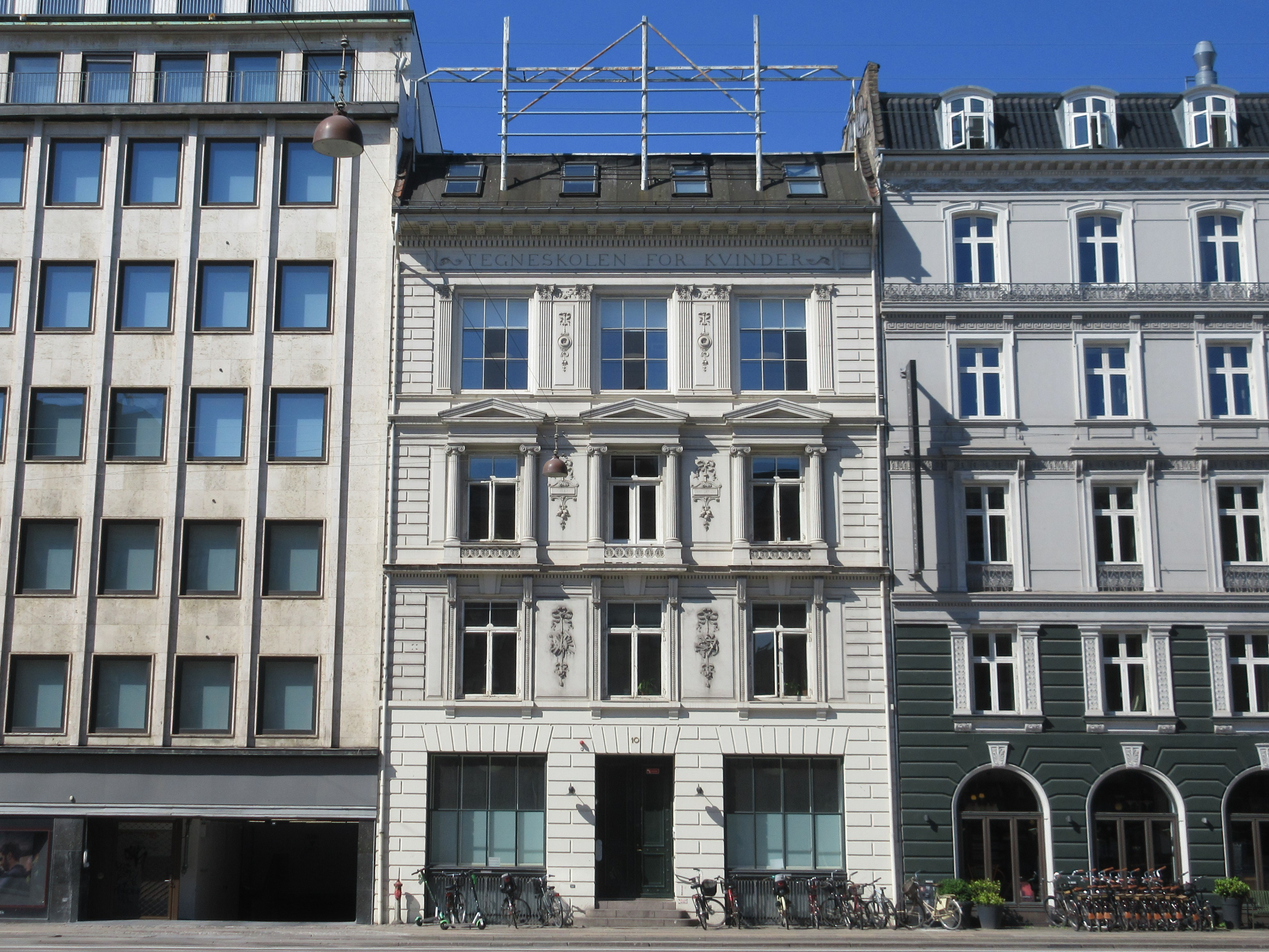
Tegneskolen for Kvinder 06

Auch in der von den beiden Malerinnen und Frauenrechtlerinnen Emilie Mundt und Marie Luplau geleiteten Zeichen- und Malschule für Frauen nahm Høst nach 1883 Unterricht. Ab 1890 wurde Høst dann an der Königlichen Dänischen Kunstakademie für einige Jahre vom dänischen Maler und Professor Viggo Johansen unterrichtet und ausgebildet.

### Königliche Porzellanmanufaktur Kopenhagen
Für Høst von großer künstlerischer Bedeutung war ihre bereits im Jahr 1885 einsetzende Tätigkeit in der Königlichen Porzellanmanufaktur Kopenhagen. Aufgrund struktureller und wirtschaftlicher Probleme strebte die Manufaktur ab 1885 einen Neuanfang an und verpflichtete mit Arnold Krog einen neuen künstlerischen Direktor, der die Königliche Porzellanmanufaktur auf nationaler und internationaler Ebene zu großem künstlerischen und wirtschaftlichem Erfolg führte. Høst arbeitete bei der für die Manufaktur wichtigen Unterglasurmalerei eng mit Krog zusammen und erlernte dort die dafür erforderlichen Techniken und Kenntnisse. Einerseits war sie in einem Team von Glasurmalerinnen an reinen Kopie- und Dekorationsmalereien tätig, die zuvor von Künstlern entworfen wurden. Andererseits jedoch gelang es ihr, eigenständig zu arbeiten, eigene Entwürfe umzusetzen und viele ihrer Arbeiten als Unikate her- und auszustellen.

### Porzellanmanufaktur Meißen
In Anbetracht der künstlerischen und technischen Erfolge der dänischen Porzellanmanufaktur Kopenhagen suchte die sächsische Porzellanmanufaktur in Meißen ab 1902 dänische Porzellanmalerinnen und Porzellanmaler. Marianne Høst bewarb sich und arbeitete von 1906 bis 1909 in der Meißner Manufaktur, wo sie zunächst als festangestellte Künstlerin arbeitete. Nach einigen Monaten wurde sie freie Mitarbeiterin und genoss weiterhin große Freiheiten und Privilegien innerhalb der Manufaktur. So erhielt sie ein festes Monatsgehalt, entwarf Formen und Dekore für Porzellan und stellte eigene Arbeiten als Unikate her, die sie mit ihrem Namen signierte. Im Jahr 1909 verließ Høst die sächsische Manufaktur und zog zurück nach Kopenhagen.

## Werke (Auswahl)

### Unterglasurmalerei
Die technisch und künstlerisch herausfordernde Unterglasurmalerei erforderte von Unterglasurmalerinnen und Unterglasurmalern wie Marianne Høst Präzision und Geschick sowie einen klugen Einsatz von Farbe, da die Farbpalette aufgrund der hohen Brenntemperaturen einerseits eingeschränkt war und andererseits erst nach dem Brennen in Gänze sichtbar wurde.

Neben Rosa- und Grautönen waren das bei Høst vor allem Blau- und Grüntöne in verschiedenen Schattierungen. Die Motive und Dekore in der Programmatik der Porzellanmanufaktur Kopenhagen und somit auch bei Høsts Werken, waren hauptsächlich von Darstellungsweisen der japanischen Malerei und dem seit der zweiten Hälfte des 19. Jahrhunderts in Europa einsetzenden Japonismus inspiriert. Die Bildthemen umfassten insbesondere Darstellungen aus der Natur. Høst und Krog rückten dabei aber in zunehmendem Maße von direkten japanischen Vorbildern ab und konzentrierten sich in ihren Entwürfen und Ausführungen stärker auf eine originär dänische Flora und Fauna. Høsts Porzellanwaren und -objekte zeigten häufig Wellen, Wasser, Meer, Fische, Vögel, Blätter und Blumen.

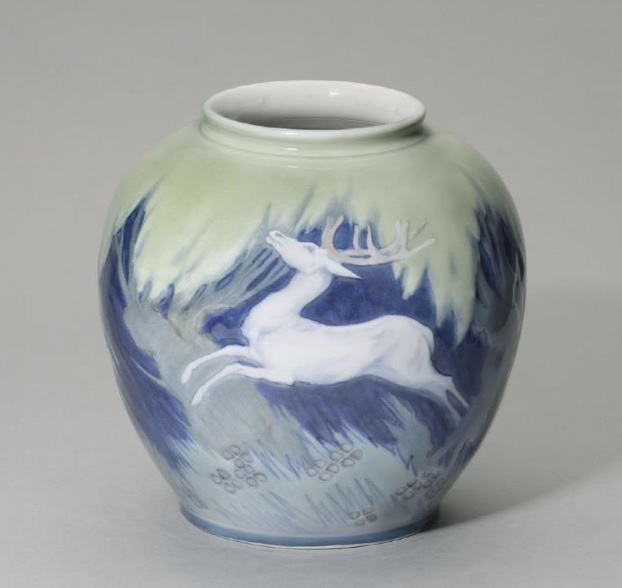
Vase. Dekor und Unterglasurmalerei von Marianne Høst, Form von Arnold Krog oder Søren Jacobsen. Ausführung: Königliche Porzellanmanufaktur Kopenhagen
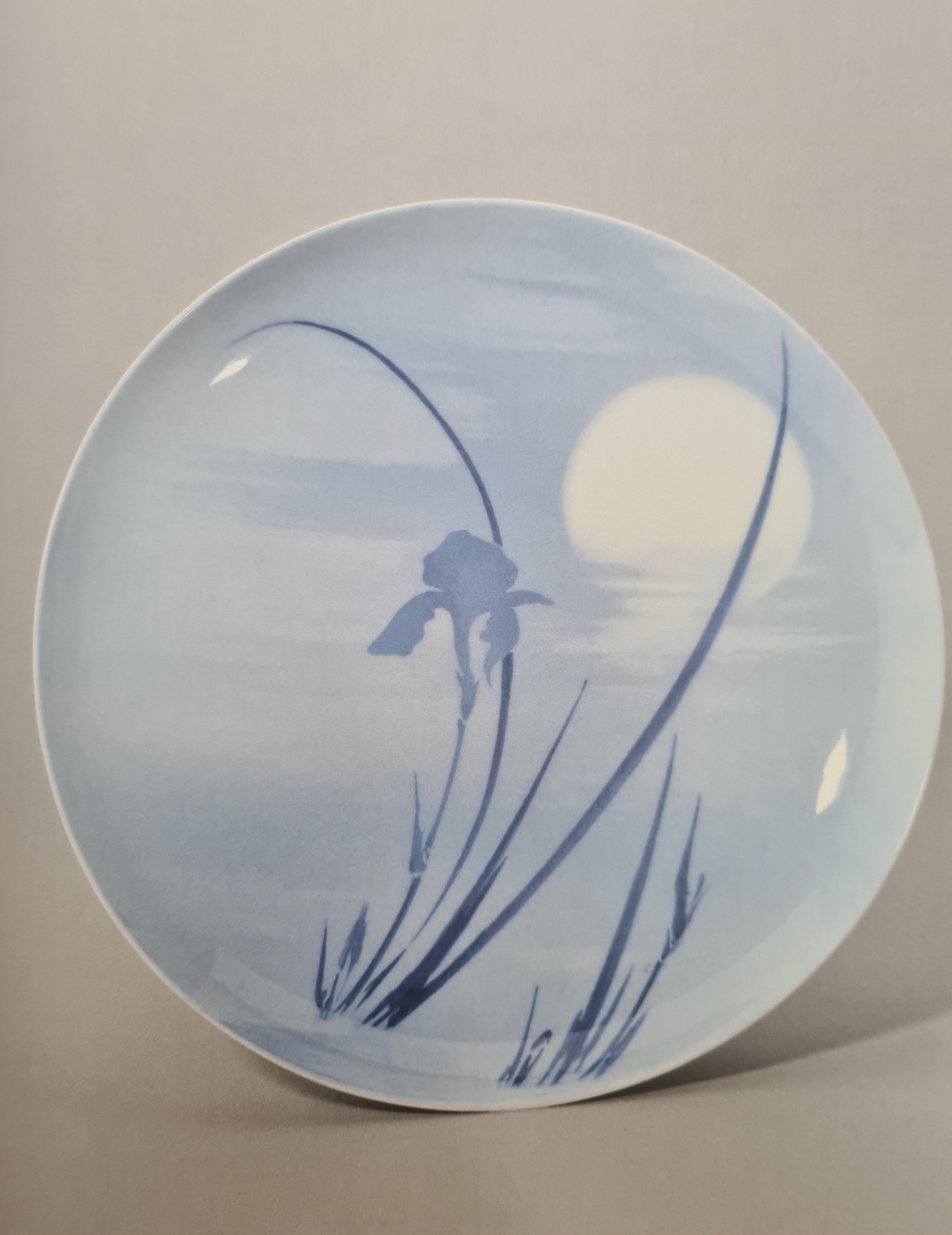
Wandteller. Dekor und Unterglasurmalerei von Marianne Høst. Form von J. Jacobsen. Ausführung: Königliche Porzellanmanufaktur Kopenhagen.

Kennzeichen der Porzellanmalerei bei Høst sowie der Porzellanmanufaktur Kopenhagen unter der Leitung von Arnold Krog war die starke Fokussierung und Betonung  auf die Malerei als schmückendes Motiv. Die zu bemalenden Flächen waren relativ groß und zumeist auf das gesamte Objekt ausgedehnt. Høst nutzte diese Flächigkeit für breit angelegte Kompositionen oder für einzelne Motive, wie etwa auf einem Teller, auf dem ein Schwan und sein Schatten das einzige schmückende Motiv darstellen.

### Werke (Auswahl)
- Vase mit dem Motiv eines springenden Hirsches, Malerei: Marianne Høst, Formentwurf: Arnold Krog oder S. Bech Jacobsen, Datierung: 1893, Sammlung: Bröhan-Museum Berlin
- Teller mit Schmetterling und Blumen, Malerei: Marianne Høst, Formentwurf: Arnold Krog, Datierung: unbekannt, Sammlung: CLAY Keramikmuseum Danmark
- Vase mit Wildblumen an graublauem Gewässer, Malerei: Marianne Høst, Datierung: 1899, Sammlung: CLAY Keramikmuseum Danmark

### Ölmalerei
Parallel zur Porzellanmalerei beschäftigte sich Høst auch mit der Ölmalerei auf Leinwand.
Die von Høst überlieferten Ölgemälde  zeigen zumeist Landschaften, Stadtansichten, Interieurs und Genredarstellungen. Allerdings stellten sich für Høst hier nicht dieselben Erfolge wie im Kunstgewerbe ein.

## Ausstellungen
- 1900: Landsudstillingen, Aarhus[1]
- 1901: Den Fri Udstilling, Charlottenborg[1]
- 1903–1918: Charlottenborg Forårsudstilling, Charlottenborg[1]
- 1904–1905 und 1911–1922: Kunstnernes Efterårsudstilling, Kopenhagen[1]
- 1910: Dänische Ausstellung, Kunstgewerbemuseum Berlin[1]
- 1920: Kvindelige Kunstneres retrospektive Udstilling, Kopenhagen[1][8]
- 2022: Ansehen! Kunst und Design von Frauen 1880–1940, Berlin, Bröhan-Museum[9]

## Rezeption
Marianne Høsts Arbeiten wurden nicht nur auf Ausstellungen in Dänemark, sondern auf der Weltausstellung in Paris im Jahr 1900 auch einem internationalen Publikum präsentiert. Dabei war das Porzellan von Høst auch im Zusammenhang mit dem um die Jahrhundertwende einsetzenden großen Erfolg des dänischen Porzellans im Allgemeinen und des Porzellans der Königlichen Manufaktur Kopenhagen im Besonderen zu sehen. So gewann Høsts Arbeitgeberin, die Königliche Porzellanmanufaktur Kopenhagen, bei der Pariser Weltausstellung einen Grand Prix. Darüber hinaus wurden in London, Paris und New York Geschäfte der Königlichen Porzellanmanufaktur Kopenhagen eröffnet. So wurde Porzellanware nicht nur einem breiteren Publikum zugänglich gemacht, sondern auch Arbeiten und Unikate von Künstlerinnen und Künstlern wie Høst verkauft.